# ديريك سميث (لاعب كرة قدم)
ديريك سميث (بالإنجليزية: Derek Smith)‏ (17 يوليو 1980 بهوبكينزفيل في الولايات المتحدة - ) هو مدرب كرة قدم ولاعب كرة قدم أمريكي في مركز الدفاع. لعب مع كولومبوس كرو وفيرجينيا بيتش مارينرز وCincinnati Kings ‏ وMinnesota Thunder ‏ وWest Michigan Edge ‏ وCocoa Expos ‏.

## وصلات خارجية
- ديريك سميث على موقع قاعدة بيانات كرة القدم.إي يو (الإنجليزية)